# Belanovce (Leskovac)
Belanovce (Leskovac) (em cirílico: Белановце) é uma vila da Sérvia localizada no município de Leskovac, pertencente ao distrito de Jablanica, na região de Jablanica. A sua população era de 506 habitantes segundo o censo de 2002.

## Demografia
| 1948 | 1953 | 1961 | 1971 | 1981 | 1991 | 2002 | 2011 |
| ---- | ---- | ---- | ---- | ---- | ---- | ---- | ---- |
| 611  | 643  | 709  | 631  | 627  | 704  | 600  | 506  |